# Lars Björnsson (en bjälke)

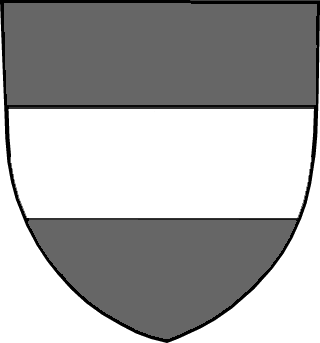
Lars Björnsson förde en heraldisk bjälke

Lars Björnsson (en bjälke), död tidigast 1383, var en svensk lagman och riksråd..
Han var lagman i Västergötlands och Dals lagsaga 1366 till 1383.
Han är nämnd som hövitsman på Bohus fästning 1369, som norskt riksråd 1370, som hövitsman på Axvall 1371 och som svenskt riksråd 1371–1382
Gift med en till namnet okänd dotter till Trotte Pedersson (Eka).